# Медичні рукавички

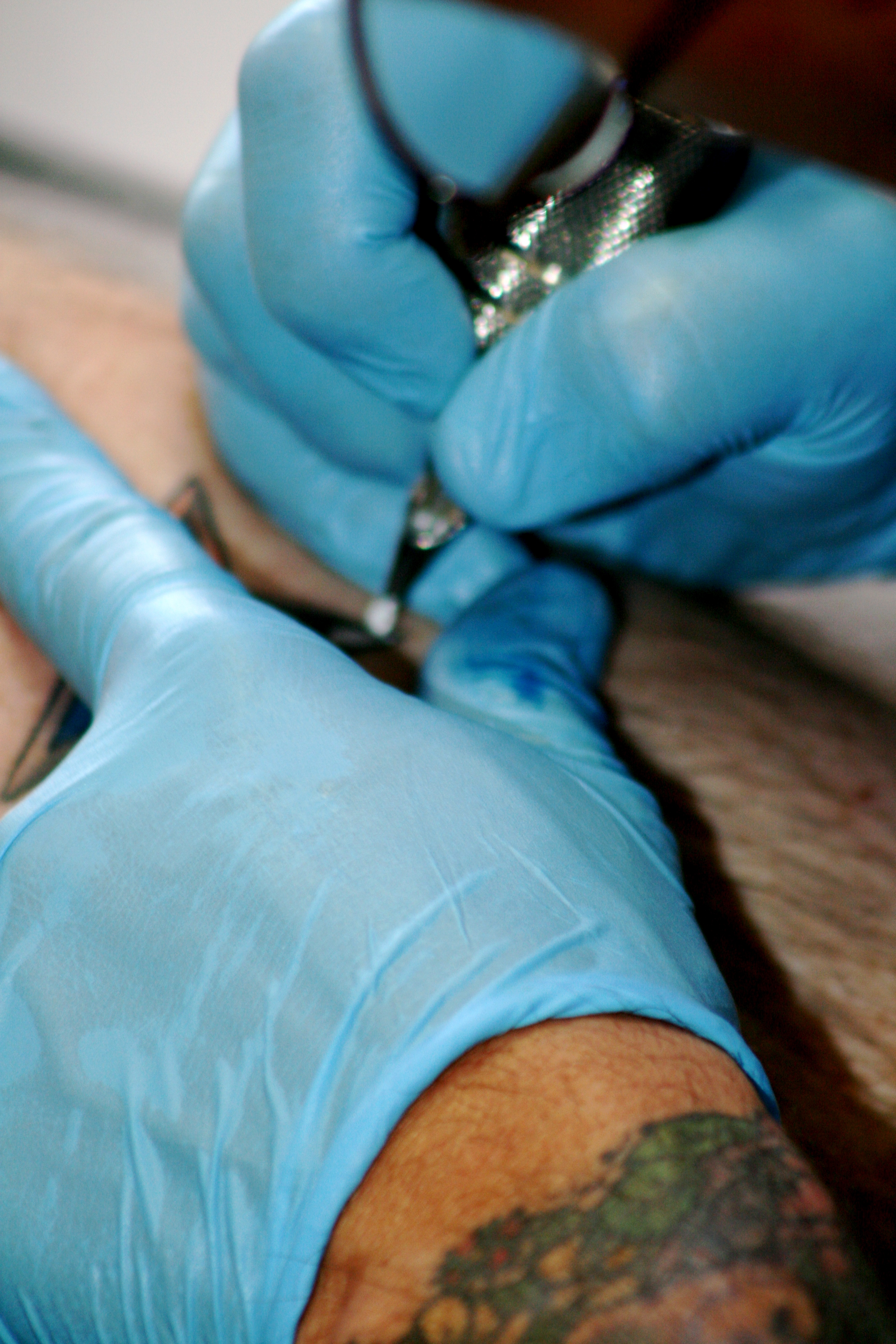

Медичні рукавички — одноразовий медичний виріб, що виготовляється з гуми, латексу, вінілу чи нітрилу. Є медичною приналежністю та захищає медичний персонал та пацієнтів.
Вони забезпечують санітарію в лікарняних умовах, обмежуючи вплив на пацієнтів інфекцій. Рукавички також слугують для захисту медичних працівників від захворювань у разі контакту з рідинами організму та шкідливих речовин.

## Історія
Угорський акушер-гінеколог І. Ф. Земмельвайс першим в 1847 році припустив, що післяопераційні ранові інфекції виникають внаслідок бактерій, проникаючих в рану з необроблених інструментів і рук хірургів. Земмельвайс першим почав застосовувати методи асептики на практиці, припустив, що інфекцію приносять з інфекційного та патологоанатомічного відділень лікарні лікарі, і зобов'язав персонал лікарні перед маніпуляціями з вагітними та породіллями знезаражувати руки розчином хлорного вапна, завдяки чому смертність серед жінок і новонароджених впала з 18 до 2,5 %.
Вперше медичні рукавички під час операцій стали застосовуватися медсестрою Керолайн Хемптон, яка працювала під керівництвом лікаря Вільяма Халстеда в госпіталі Джона Гопкінса. Тоді основною причиною впровадження гумових рукавичок був захист рук медсестри, яка страждала від контактного дерматиту та болючої екземи внаслідок використання антисептиків.
Перші одноразові медичні рукавички були виготовлені в 1964 році компанією Ansell, заснованою в 1905 році в Мельбурні Еріком Анселлом.

## Виготовлення
Медичні рукавички традиційно виготовляються з латексу з присипкою з кукурудзяного крохмалю всередині для полегшення при надяганні. Також матеріалом слугує нітрил, силікон, неопрен, гума (історично). Кукурудзяний крохмаль замінив присипку з лікоподію та/або тальку, а оскільки навіть кукурудзяний крохмаль може перешкоджати одужанню, якщо він потрапляє в тканини (як під час хірургічної операції), все частіше при операціях та інших чутливих процедурах рукавички використовуються без присипки. Для виготовлення рукавичок без крохмального порошку використовуються спеціальні виробничі процеси.

## Види
Існують два основних види медичних рукавичок:
- оглядові (або діагностичні, нестерильні)
- хірургічні

Колір рукавичок білий, різні відтінки світло-жовтого, зеленого та синього тонів, чорні.
Оглядові медичні рукавички випускають у п'яти розмірах, які позначаються великими латинськими літерами, XS, S, M, L, XL або арабськими цифрами від 6 до 10 (Європейський стандарт):
- дуже маленькі (XS - extra small), 6
- маленькі (S - small), 7
- середні (M - medium), 8
- великі (L - large), 9
- дуже великі (XL - extra large), 10.

Хірургічні рукавички робляться більш точного розміру, нумерація розмірів зазвичай від 5,5-6-6,5-7-7,5-8-8,5-9. Виготовляються згідно вимог вищої специфікації. Окрім того, у хірургічних рукавичок "манжети" довші щонайменше на 1 см у порівнянні з діагностичними, та є маркування, яке вказує на яку руку потрібно вдягати рукавичку (ліву чи праву).
Через зростання рівня алергії на латекс серед медичних працівників, а також у широких верствах населення, спостерігається тенденція до переходу на рукавички з матеріалів без латексу, таких як силікон, вініл або нітрил (бутадієн-нітрильний каучук (нітрильний каучук)). А проте, ці рукавички ще не замінили латексні в хірургічних процедурах, як рукавички з альтернативних матеріалів, тому що вони не дають таку повну свободу і високу чутливість при торканні, як хірургічні рукавички з латексу[джерело?]. Висококласні рукавички не з латексу (як, наприклад, нітрилу) також коштують дорожче їхнього латексного аналога, що часто заважає переходу на використання цих альтернативних матеріалів у чутливих до витрат установах, подібно багатьом лікарням. Проте, саме нітрил має меншу відстань між молекулами у порівнянні із латексом, що частково зменшує ймовірність проникнення вірусної інфекції в організм медика.

Види медичних рукавичок:

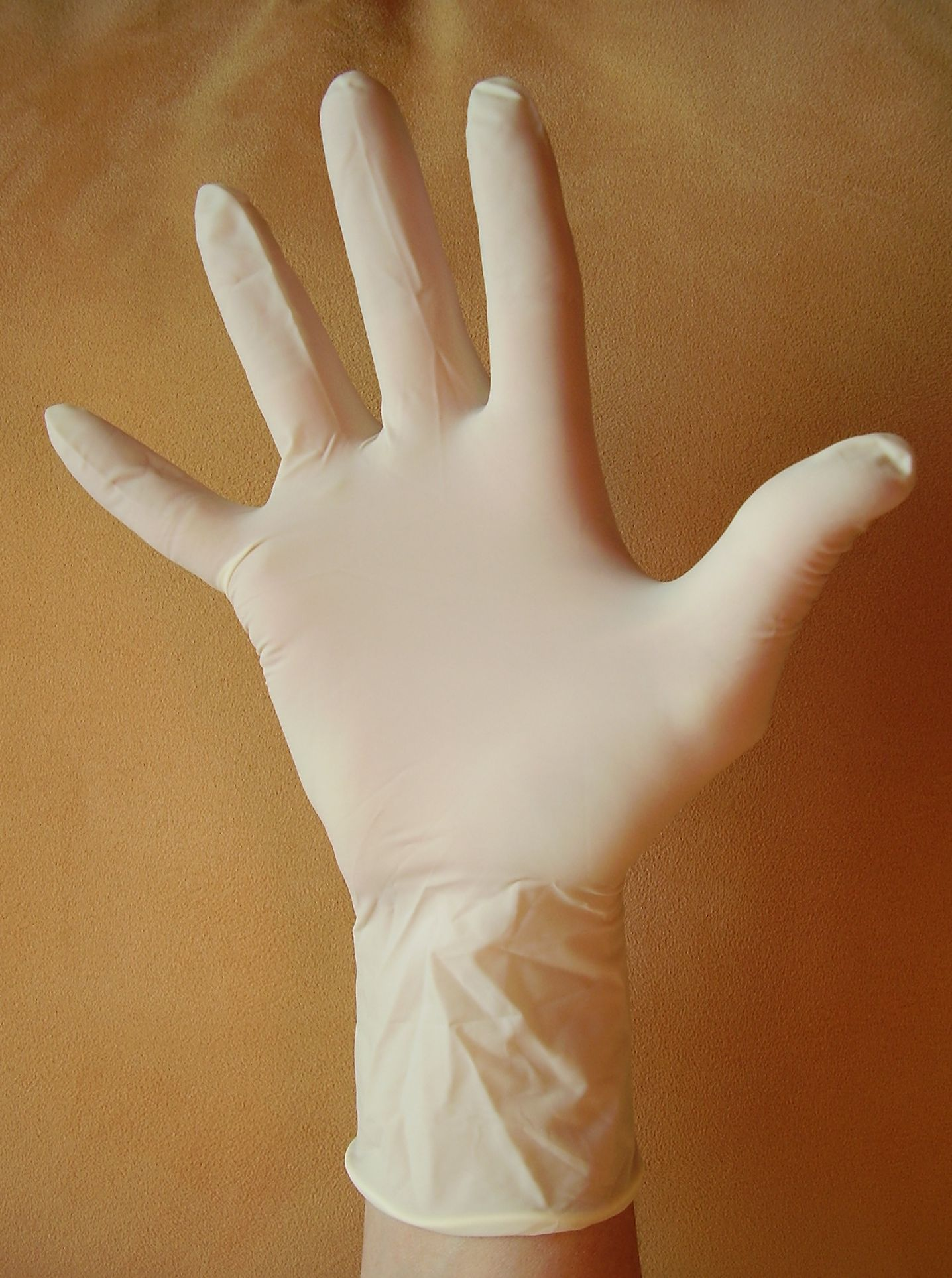
Латекс
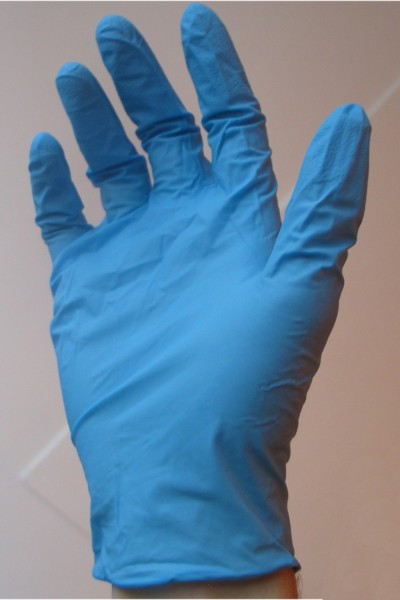
Нітрил
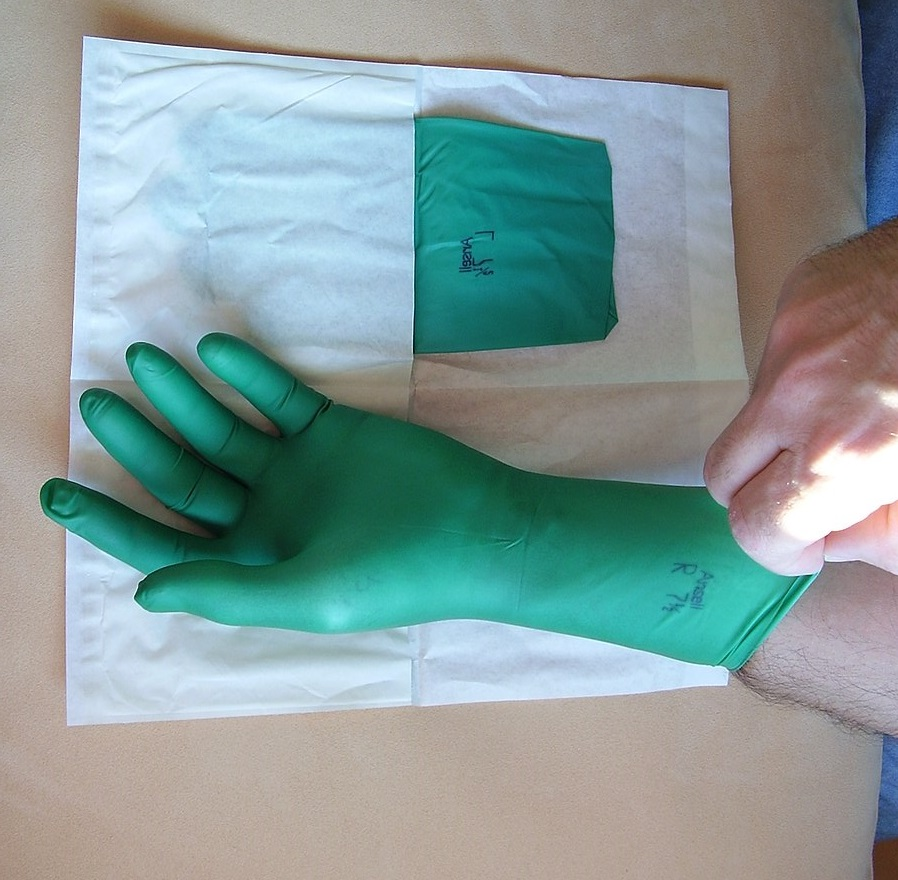
Неопрен